# Drienok
Drienok (1268 m; często również jako Drieňok, dawniej z kotą 1273 m) – szczyt w grupie górskiej Wielkiej Fatry na Słowacji.

## Położenie
Leży w południowo-zachodniej, najbardziej skalistej części Wielkiej Fatry, zwanej dlatego „Skalną Fatrą” (słow. Bralná Fatra). Wznosi się w bocznym grzbiecie, oddzielającym się na szczycie Krížna od głównego pnia Wielkiej Fatry w kierunku zachodnim. Grzbiet ten następnie biegnie przez szczyty Kráľova skala (1377 m) i Smrekov (1441 m) na Veľký Rakytov (1142 m), gdzie skręca ku północnemu zachodowi i opada w płytką przełęcz zwaną Sedlo za Drienkom (1003 m). Masyw Drienka wznosi się bezpośrednio za ową przełęczą.
Nieco poza Drienkiem, w szczycie Jelenec (1129 m), wspomniany grzbiet rozdziela się na kilka odnóg, opadających ku północy i zachodowi ku Kotlinie Turczańskiej. Pomiędzy szczyty Jelenec i Drienok wcina się Buková dolina będąca odgałęzieniem Doliny Blatnickiej. Od północnego wschodu masyw Drienka ogranicza Rakytovská dolina (górna część Doliny Blatnickiej), natomiast od zachodu podchodzi podeń dolina Do Lúčok, stanowiąca górne piętro doliny Mača.

## Geologia, morfologia
Szczyt, ze wszystkich stron widoczny jako bardziej lub mniej ostry stożek, zbudowany jest w większości z wapieni, częściowo z dolomitów środkowego triasu. Stoki strome, dość mocno rozczłonkowane, przetykane gęsto różnymi formacjami skalnymi w formie baszt, ścian, turni i grzebieni. Pomiędzy nimi dość głębokie żleby, u których wylotu tworzą się wyraźne stożki piargowe.

## Przyroda
Masyw Drienka w całości porośnięty jest lasami. Przeważają buczyny z bukiem pospolitym, któremu lokalnie towarzyszą świerk pospolity, jodła biała, jarząb pospolity, klon jawor i in. W ich runie rośnie m.in. wawrzynek wilczełyko oraz bardzo rzadki cyklamen fatrzański (Cyclamen fatrense Halda et Soják), syn.: Cyklamen purpurowy (Cyclamen purpurascens Mill. subsp. immaculatum (Hrabětová) Halda et Soják) – lokalny neoendemit tych gór.
W partiach szczytowych, na skałach i piargach, zbiorowiska roślinności wapieniolubnej, z licznymi gatunkami ciepłolubnymi i górskimi, w tym dobrze zachowane fragmenty muraw naskalnych. Rosną tu m.in. turzyca niska, kostrzewa blada, sesleria skalna, oman wąskolistny, mokrzyca Kitaibela i inne.
Drienok leży w obrębie Parku Narodowego Wielka Fatra.

## Turystyka
Na szczyt Drienka wyprowadza niebiesko znakowany szlak turystyczny z Sedla pod Drienkom. Niewielka płasienka na szczytowej skale oferuje daleki widok w kierunku zachodnim, na górną część Kotliny Turczańskiej oraz na turczańskie stoki Wielkiej Fatry.

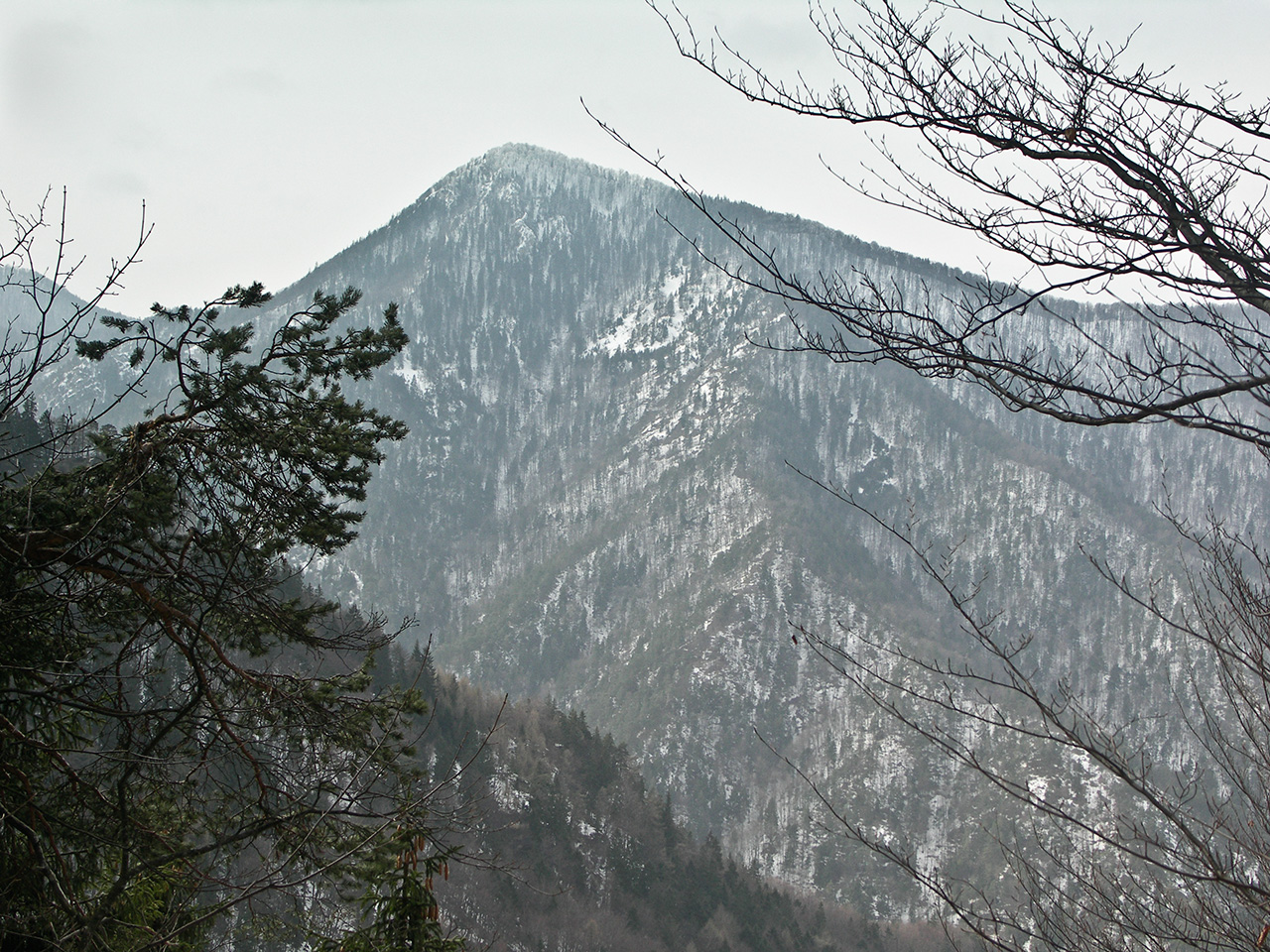
Drienok zimą
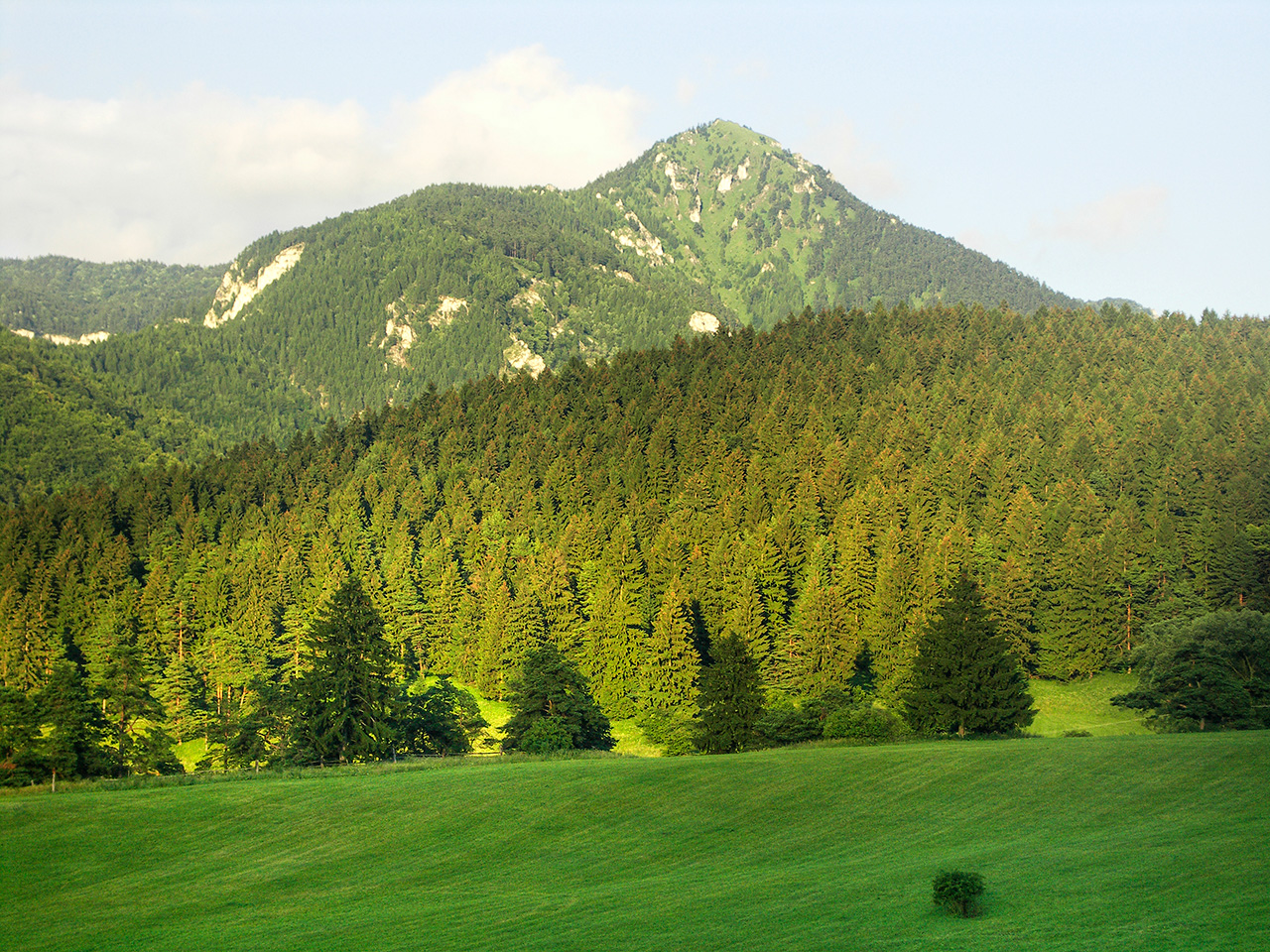
Drienok
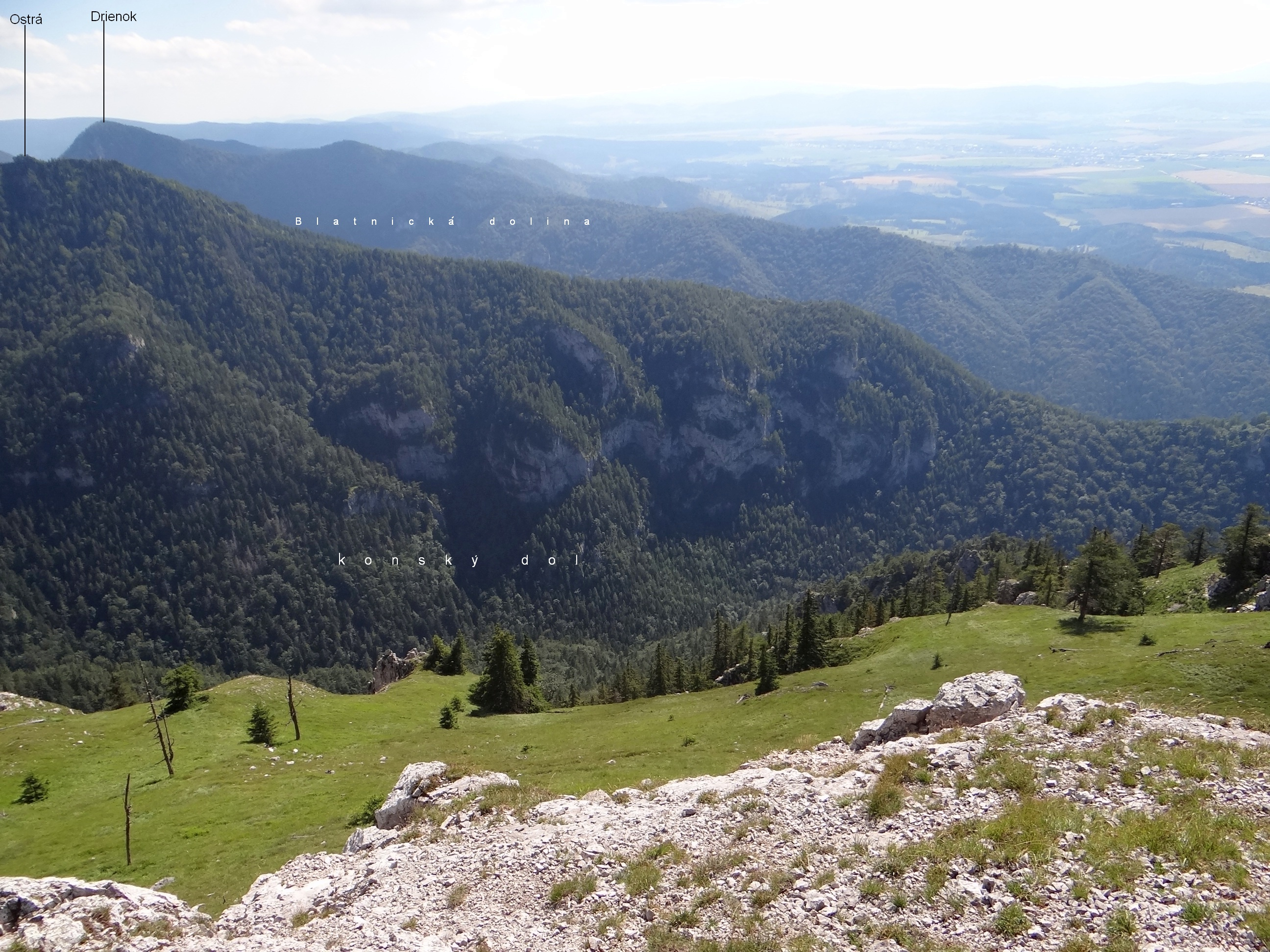
Widok z masywu Tlstá
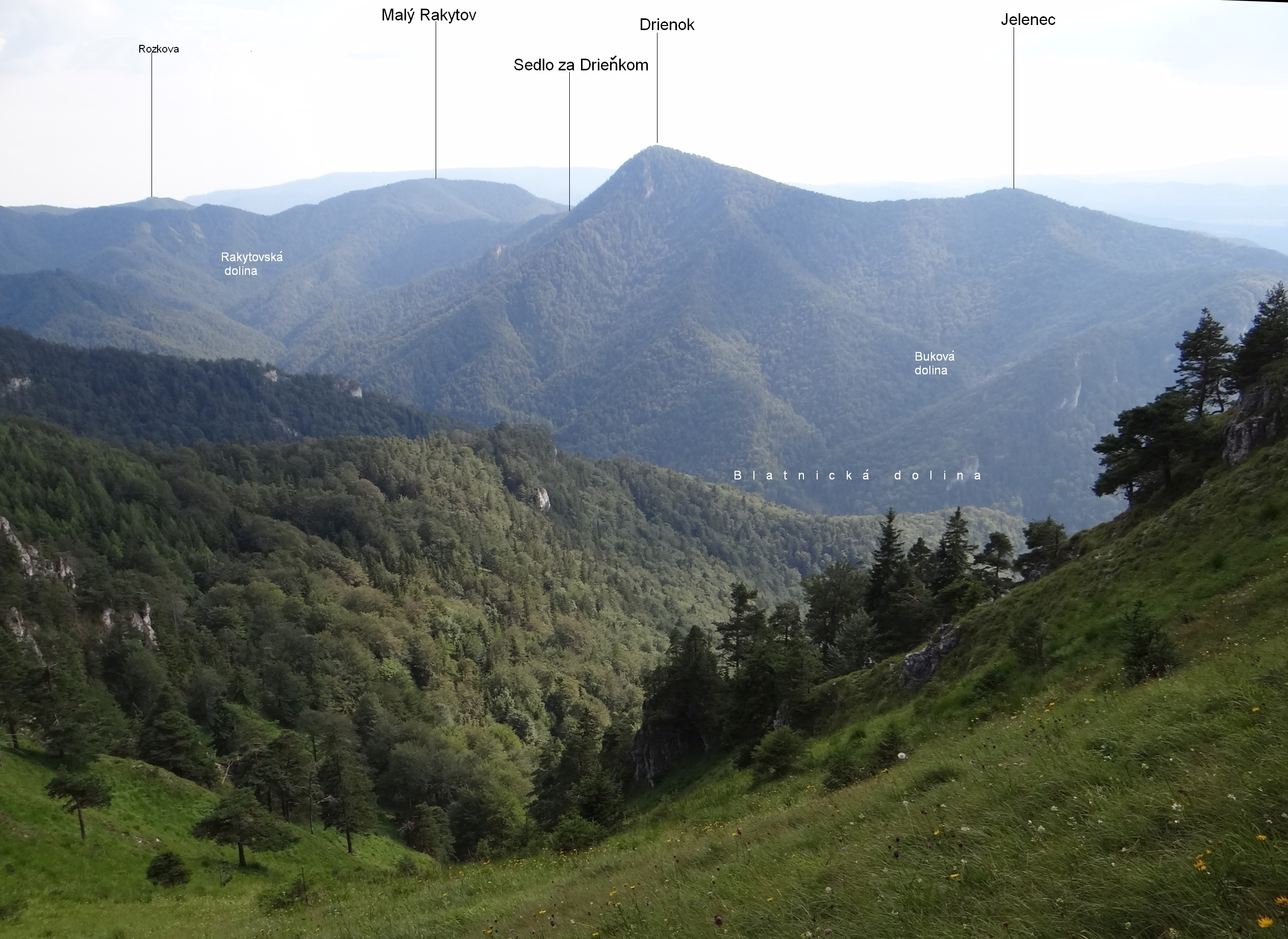
Widok ze szczytu Ostrá